# Anne-Luise Tietz
Anne-Luise Tietz (* 29. Mai 1992 in Berlin) ist eine deutsche Schauspielerin.

## Leben
Ihre erste Hauptrolle hatte sie in dem Fantasy-Kinderfilm Der verzauberte Otter.
Zurzeit studiert sie Medienkommunikation an der Technischen Universität Chemnitz.

## Filmografie
- 2004: Typisch Mann
- 2004: Abschnitt 40
- 2004: Die Rosenzüchterin (Rolle: Beatrice als Kind)
- 2004: Der verzauberte Otter (Rolle: Constanze)
- 2005: Hunde haben kurze Beine (Rolle: Hannah Schäfer)
- 2005: Bis in die Spitzen (Staffel 1, Folge 11) (Gastauftritt)
- 2006: SOKO Leipzig (Folge: "Das Mädchen auf dem Schwebebalken") (Rolle: Jenny Clausen)
- 2006: Mr. Nanny – Ein Mann für Mama (Rolle: Kim Meister)
- 2006: Leo – ein fast perfekter Typ
- 2006: SOKO Wismar (Folge: "Halbe Volte") (Rolle: Caroline Grohn)
- 2007: Albert – Mein unsichtbarer Freund (Rolle: Lisa Sommer)
- 2007: Tarragona – Ein Paradies in Flammen (Rolle: Maike)
- 2008: Alarm für Cobra 11
- 2008: SOKO Leipzig (Folge: "Heile Welt") (Rolle: Esther Rietz)
- 2009: Mörder kennen keine Grenzen
- 2009: In aller Freundschaft